# Siebold (släkt)
Siebold är en bayersk släkt, till vilken bland annat hört många framstående läkare.
1. Karl Kaspar von Siebold (1736-1807), anatom, kirurg, obstetriker, professor; far till 2, 3, 5 och 6.
2. Johann Georg Christoph von Siebold (1767-98), professor i Würzburg.
3. Johann Theodor Damian von Siebold (1771-1828), övermedicinalråd i Darmstadt.
4. Josepha von Siebold (1771-1849), obstetriker.
5. Johann Bartholomäus von Siebold (1774-1814), professor i Würzburg.
6. Adam Elias von Siebold (1775-1828), obstetriker, professor.
7. Charlotte von Siebold (1788-1859), gynekolog.
8. Philipp Franz von Siebold (1796-1866), naturforskare, forskningsresande (auktorsnamnet Siebold inom botaniken); son till 2.
9. Eduard Kaspar Jakob von Siebold (1801-61), obstetriker; son till 6.
10. Karl Theodor Ernst von Siebold (1804-85), obstetriker, zoolog (auktorsnamnet C.Siebold inom botaniken); bror till 8.